# Ópera de Zurique
Ópera de Zurique (em alemão:  Oper Zürich) é uma companhia de ópera situada em Zurique, Suíça. Apresentam-se na Casa de Ópera de Zurique desde 1891.

## História

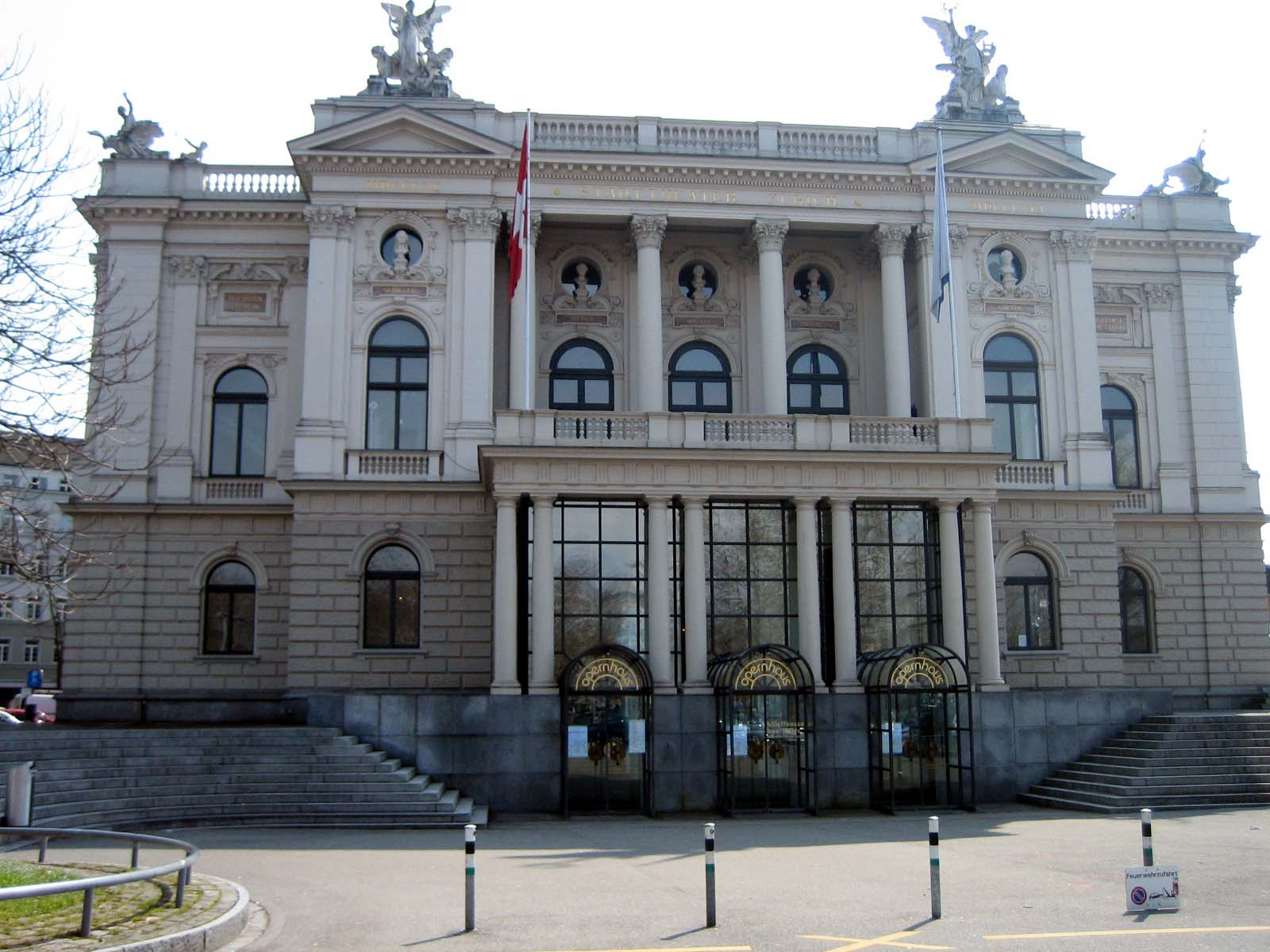
Casa de Ópera de Zurique

Wilhelm Furtwängler começou sua carreira na companhia, e em 1913 foi realizada a primeira apresentação de Parsifal, de Richard Wagner, fora de Bayreuth. Ferruccio Busoni, Paul Hindemith, Richard Strauss, Othmar Schoeck, Arthur Honegger, Frank Martin e outros compositores deixaram sua marca no desenvolvimento do teatro de Zurique. A casa de óperas foi palco de diversas estreias mundiais, como Lulu de Alban Berg, Mathis der Maler de Paul Hindemith e Moses und Aron de Arnold Schönberg.
De 1975 a 1986, foi dirigida por Claus Helmut Drese, cujos padrões artísticos levaram a companhia a reconhecimento internacional, através da apresentação do ciclo de Monteverdi. Desde 1991, a direção fica por conta de Alexander Pereira, que estreou com Lohengrin, em produção de Robert Wilson.